# Спортни шейни на зимните олимпийски игри 2010
Състезанията по спортни шейни на зимните олимпийски игри през 2010 г. се провеждат в олимпийския център за пързаляне в Уислър от 13 до 17 февруари 2010 г. Улеят във Ванкувър е един от най-бързите и най-опасните в света. 
Грузинският състезател Нодар Кумариташвили изхвърча от улея със скорост 144 км/ч на тренировка на 12 февруари преди откриването на игрите и умира. 
Поради инцидента стартът на мъжете е преместен по-надолу по улея, до мястото за старта на жените, а този за жените – до мястото за старт на юношите. 

## Дисциплини

### Мъже
По време на тренировките на мъжките двойки по бобслей седем екипажа катастрофират, като един състезател е прието в болница с наранявания по лицето.
Състезанието мъжете се провежда на 13 и 14 февруари 2010. Победител е германецът Феликс Лох, който печели всички четири манша, следван от сънародника си Феликс Мьолер и защитаващият шампион Армин Цьогелер от Италия. Българските представители Петър Илиев и Иван Папукчиев завършват на 35-о и 37-о място от 38 стартирали състезатели.
С победата си 20-годишният Феликс Лох става най-младият олимпийски шампион по спортни шейни в историята. 
| Място | Име            | Държава  | Време        | Бележки |
| ----- | -------------- | -------- | ------------ | ------- |
| 01    | Феликс Лох     | Германия | 3:13.085     |         |
| 02    | Давид Мьолер   | Германия | +0.679 сек.  |         |
| 03    | Армин Цьогелер | Италия   | +1.290 сек.  |         |
| 35    | Петър Илиев    | България | +9.313 сек.  |         |
| 37    | Иван Папукчиев | България | +10.247 сек. |         |

### Жени
Състезанието при жените се провежда на 15 и 16 февруари 2010. Германските състезателки Татяна Хюфнер и Натали Гайзенбергер печелят златния и бронзовия медал, а австрийката Нина Райтмайер взема сребърния. Хюфнер е бронзова медалистка от Олимпиадата в Торино през 2006 г.
След първото спускане води Райтмайер, пред Гайзенбергер и Хюфнер, но във второто спускане Хюфнер се изкачва на първо място. Класирането не се променя в останалите две спускания.
| Място | Име                 | Държава  | Време    | Бележки |
| ----- | ------------------- | -------- | -------- | ------- |
| 01    | Татяна Хюфнер       | Германия | 2:46.524 |         |
| 02    | Нина Райтмайер      | Австрия  | +0.490   |         |
| 03    | Натали Гайзенбергер | Германия | +0.577   |         |

### Двойки
Състезанието при двойките се провежда на 17 февруари 2010, като състезателите стартират от старта за юноши, поради опасения от катастрофи. Победители са братята Андреас и Волфганг Лингер от Австрия, победители от Торино 2006, пред братята Андрис и Юрис Сикс от Латвия и немските състезатели Патрик Лайтнер и Александър Реш. 
| Място | Име                              | Държава  | Време    | Бележки |
| ----- | -------------------------------- | -------- | -------- | ------- |
| 01    | Андреас Лингер / Волфганг Лингер | Австрия  | 1:22.705 |         |
| 02    | Андрис Сикс / Юрис Сикс          | Латвия   | 1:22.969 |         |
| 03    | Патрик Лайтнер / Александър Реш  | Германия | 1:23.040 |         |